# Pelarne kyrka

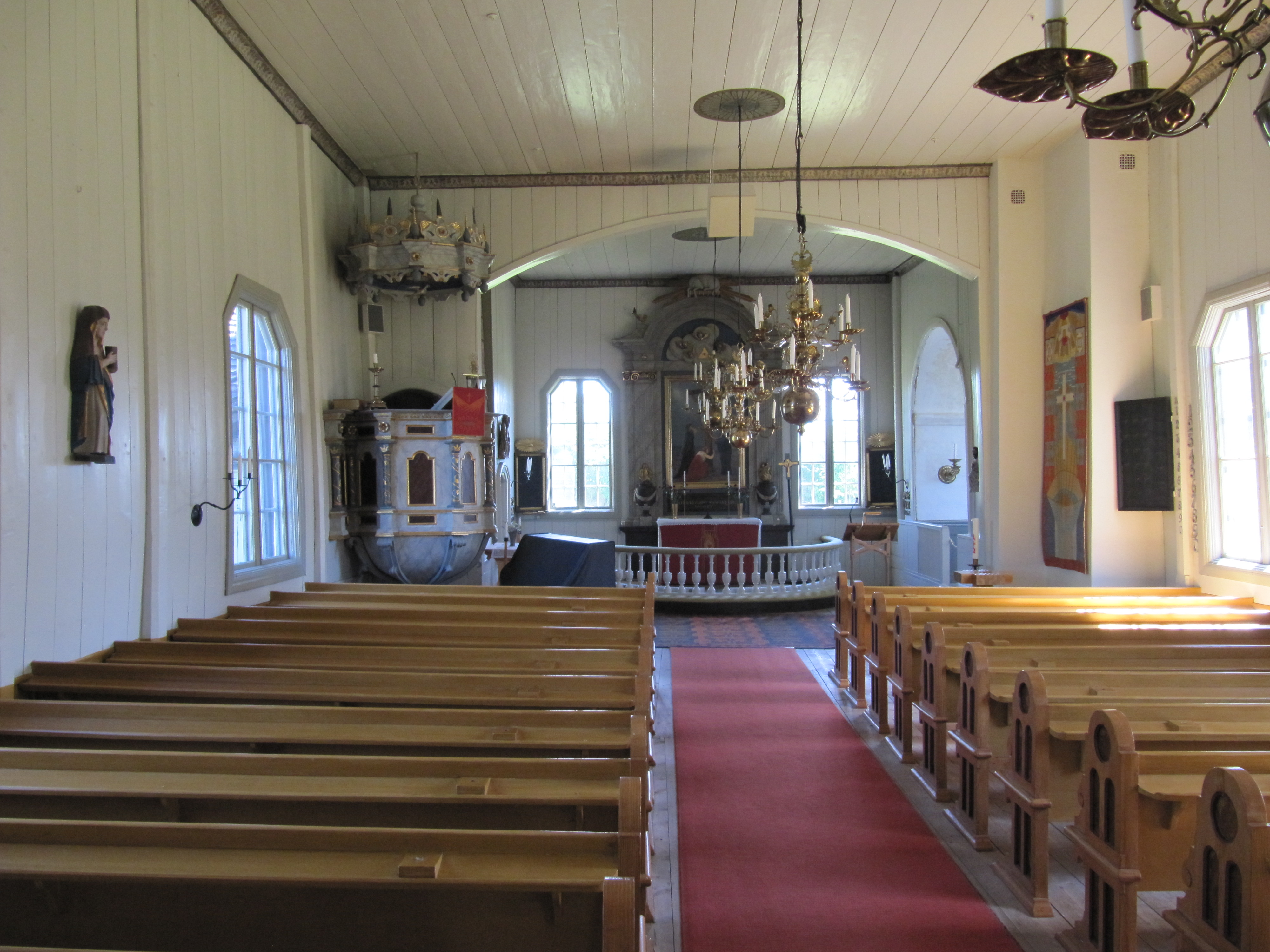
Interiör

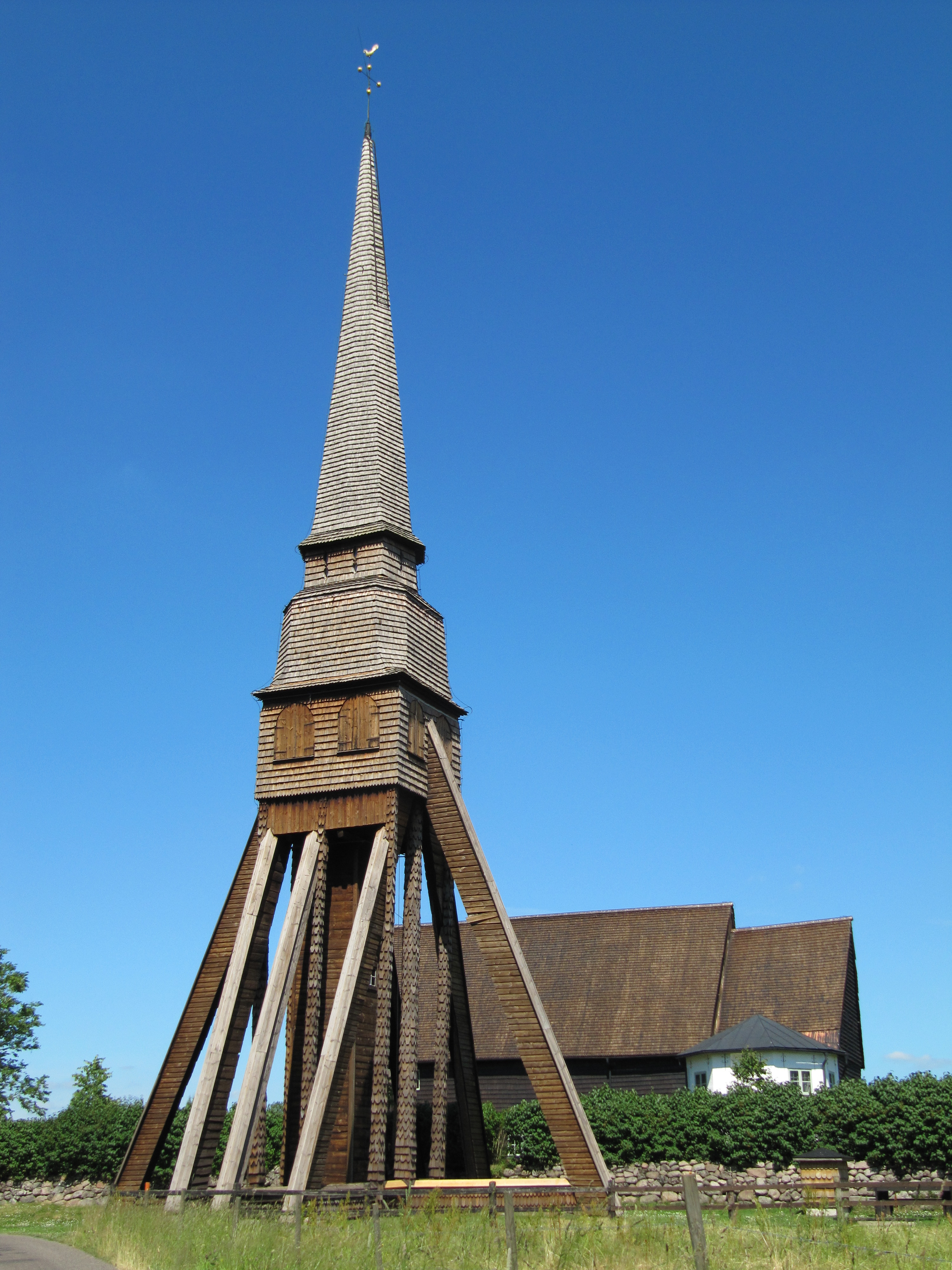
Klockstapeln

Pelarne kyrka är en kyrkobyggnad i Pelarne i Linköpings stift. Den är församlingskyrka i Pelarne församling.

## Kyrkobyggnaden
Kyrkan är en av  landets äldsta träkyrkor, och eventuellt den äldsta som fortfarande används.
Dess ålder har inte kunnat fastslås, men romansk stil, bland annat på den östra korväggen, gör att man antar att kyrkan är från 1200-talets början.
Kyrkan är byggd av liggande furutimmer och består av ett långhus med ett rakt avslutat kor i öster som är smalare och lägre. Långhusets västra del som inrymmer läktaren var tidigare bottenvåning till ett torn. Väster om långhuset finns ett litet femsidigt vapenhus. En sakristia av sten ligger vid korets nordvägg. Ett gravkor av sten ligger vid korets sydvägg.
Utanför kyrkogårdsmuren står en klockstapel från slutet av 1600-talet.

## Historiska händelser
Flickan från Pelarne. Den kända vandringssägnen som kretsar kring pastor Rotman och hans dotter Louise. Emil Rotman var pastor i Pelarne församling mellan 1736 och 1758 och sägs ha bortadopterat sin dotter Louise efter att han fick veta att barnet eventuellt ej var hans eget. 
Den 30 juni 1905 vigdes Samuel August Ericsson (1875-1969) och Hanna Jonsson (1879-1961) i Pelarne kyrka. Två år senare föddes deras andra barn, sedermera författaren Astrid Lindgren.

## Inventarier
- Ett triumfkrucifix är från omkring 1300. (Bild)
- Predikstolen är daterad till 1700-talets mitt.

### Orgel
- 1831 byggde Anders Jonsson  i Ringarum en orgel med sju stämmor.
- 1925 byggde Olof Hammarberg en ny orgel.
- 1967 byggde Reinhard Kohlus en ny orgel med bibehållen fasad från 1831 års orgel.

| Manual I     | Manual II    | Pedal      | Koppel |
| Rörflöjt 8’  | Gedackt 8’   | Subbas 16’ | I/P    |
| Principal 4’ | Rörflöjt 4’  |            | II/P   |
| Mixtur III   | Principal 2’ |            | II/I   |
|              | Tertian III  |            |        |

Den nuvarande orgeln byggdes 1999 av Ålems Orgelverkstad AB.
| Man C-g3      | Pedal C-f1 | Koppel  |
| ------------- | ---------- | ------- |
| Principal 8'  | Subbas 16' | Man/Ped |
| Gedacht 8'    | Basun 8'   |         |
| Gamba 8'      |            |         |
| Octava 4'     |            |         |
| Spetsfleut 4' |            |         |
| Octava 2'     |            |         |
| Scharf 2 chor |            |         |